# Samo Kuščer
Samo Kuščer [sámo kúščer], slovenski fizik in publicist.
Bil je glavni in odgovorni urednik računalniške revije Monitor, znan je tudi kot pisec znanstveno-fantastičnih zgodb. Bil je predsednik Ljubljanske kolesarske mreže in ljubljanski mestni svetnik. 
Njegov oče je slovenski fizik Ivan Kuščer, njegov ded pa biolog Ljudevit Kuščer.

## Izbrana dela
- Zrak, 2000
- Voda, 1997
- Brbi gre po barve, 1994
- Živa zemlja, 1994
- Energija, 1991
- Logo in računalnik, 1987
- Moj prijatelj računalnik, 1985
- Sabi", kratke ZF zgodbe, 1983
- Žalostni virtuoz, kratke ZF zgodbe, 1989